# Pulverturm (Demmin)

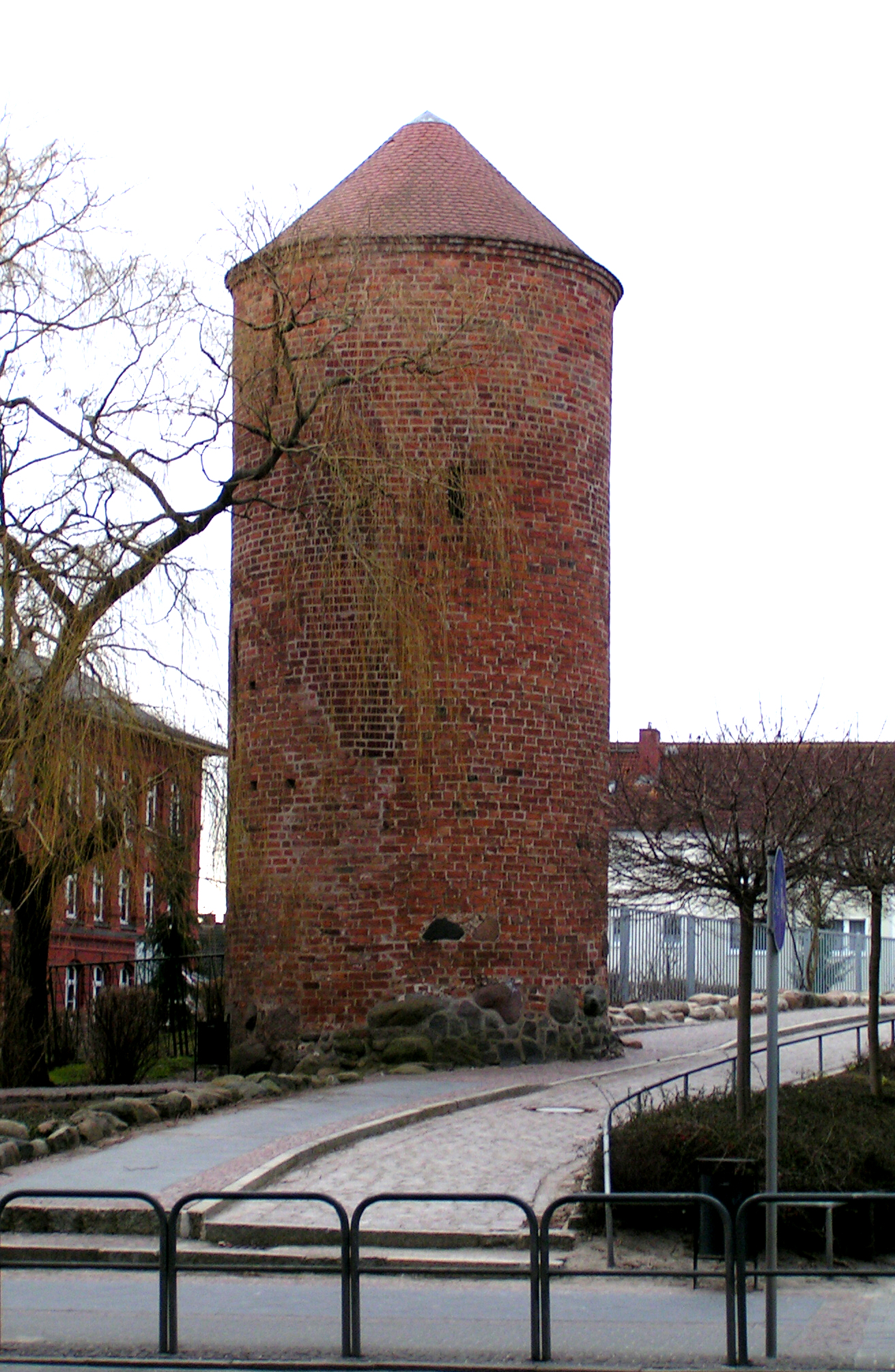
Nordseite des Turmes

Der Runde Turm, meist als Pulverturm bezeichnet, ist der einzige erhalten gebliebene Turm der Demminer Stadtbefestigung. Zu dieser gehörten 10 Türme mit runder und 17 mit rechteckiger Grundfläche. Er befindet sich in der Turmstraße südlich des Luisentores in Demmin. Woher die Bezeichnung „Pulverturm“ stammt, ist nicht bekannt; dass der Turm zur Lagerung von Schießpulver gedient haben könnte, wird in der Literatur als unwahrscheinlich angesehen.
Der Turm wurde erstmals 1546 als „düsterer Keller“ erwähnt. Fertiggestellt wurde er in den Jahren 1570 und 1571. Um die Maurer für die als nicht ehrenhaft geltende Arbeit zu gewinnen, spendierte der Rat der Stadt insgesamt sieben Fässer Bier. Neben der Wohnung des Scharfrichters gelegen, diente der Turm auch als Gefängnis. Offensichtlich bis in die Mitte des 18. Jahrhunderts, denn der Pastor und Chronist Wilhelm Karl Stolle beschrieb ihn in seiner 1772 erschienenen Geschichte der Stadt Demmin mit den Worten „ist gebrauchet  zum Gefängnis der Missetäter, nun aber vor ein paar Jahren zugemauert worden“.
Die Dachform des Turmes wurde mehrfach geändert. So erhielt er 1902 eine Mauerkrone mit Zinnen, die aber später wieder durch die heutige Turmhaube ersetzt wurde.